# 賈銓 (永樂進士)
賈銓，字秉鈞，直隸邯鄲縣人。明朝官吏、進士出身。

## 生平
永樂二十二年（1424年），中進士。宣德四年（1429年），授禮科給事中。正統年間，出任大理府知府，王驥征麓川，饋運有勞，后推薦任雲南左參政，隨後十餘年整治有價，為民愛戴。天順四年（1460年），王翺舉薦進入戶部。后以右副都御史巡撫山東、河南。后負責都察院事務，卒於任上，謚恭靖。